# Mathias Kahler-Polagnoli

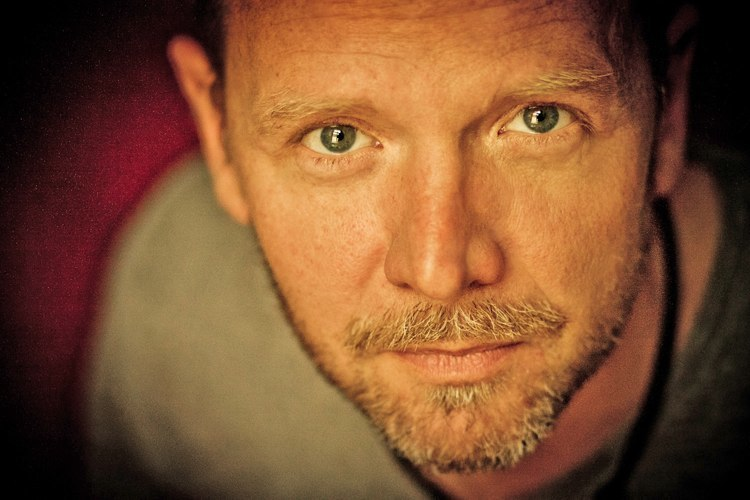
Mathias Kahler-Polagnoli

Mathias Kahler-Polagnoli (* 1. März 1969 in Linz) ist ein österreichischer Schauspieler.
Bekannt wurde Kahler durch Auftritte in der Fernsehserie Schloßhotel Orth.

## Filmografie (Auswahl)
- 1995: Kommissar Rex
- 1997: Der Unfisch
- 1998: Schloßhotel Orth
- 2001: Die Gottesanbeterin
- 2001: Die Windbraut
- 2001: Die Gespensterjagd
- 2001: SOKO Kitzbühel
- 2006: Ainoa
- 2007: Wege zum Glück als Ron Grasser (Folge 382–398)
- 2007: Verliebt in Berlin als Redner (Folge 621–626)
- 2009–2010: Eine wie keine (Folge 7–212)
- 2010: Das Glück dieser Erde als Martin Gross (Folge 2–13)
- 2023: Everybody Loves Diamonds (Folge 1, 3, 5, 7, 8)
- 2023: Österreich – die ganze Geschichte (Folge 6 Das große Geld (über den Protestantismus und Frühkapitalismus in den habsburgischen Landen im 16. Jahrhundert))